# フェルナンド・マリア・ルイス・デ・ブラガンサ
フェルナンド・マリア・ルイス・デ・サクセ＝コブルゴ＝ゴタ・イ・ブラガンサ（Fernando Maria Luís de Saxe-Coburgo-Gota e Bragança, 1846年7月23日 - 1861年11月6日）は、ポルトガルの王族。ブラガンサ家（ブラガンサ＝コブルゴ家）の成員。

## 生涯
女王マリア2世とその王配フェルナンド2世の間の第四王子として生まれた。正式な洗礼名はフェルナンド・マリア・ルイス・ミゲル・ハファエル・ガブリエル・ゴンザーガ・フランシスコ・デ・アシス・アントニオ・アポリナリオ（Fernando Maria Luís Miguel Rafael Gabriel Gonzaga Francisco de Assis António Apollinário）。
幼くしてカサドレス（軽騎兵）第5大隊所属の少尉に任官し、またヴィラ・ヴィソザ無原罪の御宿リ騎士団勲章を拝受した。
1861年初冬、長兄ペドロ5世王、三兄ベージャ公ジョアン王子とともに、コレラ（或いは腸チフス）に感染して死去した。15歳だった。遺体はサン・ヴィセンテ・デ・フォーラ修道院内ブラガンサ王室霊廟に安置された。